# Macroptilium pedatum
Macroptilium pedatum är en ärtväxtart som först beskrevs av Joseph Nelson Rose, och fick sitt nu gällande namn av Marechal och Jean C. Baudet. Macroptilium pedatum ingår i släktet Macroptilium och familjen ärtväxter. Inga underarter finns listade i Catalogue of Life.